# Jane Austen und das Chaos in meinem Leben
Jane Austen und das Chaos in meinem Leben (Originaltitel Jane Austen a gâché ma vie, englischer Titel Jane Austen Wrecked My Life) ist ein französischer Spielfilm aus dem Jahr 2024 von Regisseurin und Drehbuchautorin Laura Piani mit Camille Rutherford, Pablo Pauly und Charlie Anson in den Hauptrollen.

## Handlung
Agathe Robinson arbeitet gemeinsam mit Félix in der auf englische Literatur spezialisierten Buchhandlung Shakespeare and Company. Sie ist alleinstehend und hat für alle Lebensfragen eine Romanempfehlung der Schriftstellerin Jane Austen, die sie sehr bewundert. Agathe hat selbst einige Manuskripte verfasst, allerdings keines davon fertiggestellt. Nachdem Félix die ersten Kapitel ihres Romans bei einem Schreibwettbewerb ohne ihr Wissen einreicht hat gewinnt Agathe einen Aufenthalt in der Jane Austen Writers Residency in England, einem historischen Landsitz, wo sie an ihrem Roman weiterarbeiten soll.
Kurz vor ihrer Abreise küssen sich Félix und Agathe. Auf dem Weg zur Residenz trifft sie auf Oliver, den Sohn der Eigentümer des Anwesens und einem Nachkommen von Jane Austen. Oliver ist der Meinung, dass die Werke von Austen überbewertet seien. Sein Auto bleibt bei Einbruch der Dunkelheit mitten im Wald liegen, sodass er und Agathe gezwungen sind, die Nacht im Auto zu verbringen und die beiden erst am Folgetag in der Residenz ankommen. Dort wird Agatha von den Eigentümern herzlich willkommen geheißen. Von den anderen anwesenden und etablierten Autoren fühlt sie sich dagegen eingeschüchtert.
Nachdem Félix ihre Anrufe nicht beantwortet kommen sich Agatha und Oliver durch Spaziergänge näher, ihren ursprünglichen gegenseitigen Vorurteilen weichen aufkommenden Gefühlen. Später taucht Félix unangemeldet in der Residenz auf und weckt die schlafende Agathe auf, die etwas enttäuscht feststellt, dass es nicht Oliver war, der sie geweckt hatte. 
Für einen Ball werden den Bewohnern der Residenz Kostüme aus der Zeit Jane Austens zur Verfügung gestellt. Dort tanzt Agathe sowohl mit Félix als auch mit Oliver. Am nächsten Morgen beschließt sie, vor der geplanten öffentlichen Lesung ihrer Arbeit die Residenz zu verlassen, da sie es aufgrund einer Schreibblockade nicht geschafft hat, etwas zu schreiben. Die Eigentümer versichern ihr, dass dies häufig vorkomme und schon vielen Anderen vor ihr passiert sei. Agathe kehrt trotzdem nach Frankreich zurück.
Wieder zu Hause schafft es Agathe, sich wieder ihrem Manuskript zu widmen. Nach dessen Fertigstellung sendet sie es an Oliver, während ihre Beziehung zu Félix rein freundschaftlich bleibt. Bei einer Lesung in der Buchhandlung entdeckt sie überraschend Oliver im Publikum. Agathe und Oliver gestehen sich schließlich ihre Gefühle füreinander.

## Produktion und Hintergrund
Der Film wurde von Les Films du Veyrier und Sciapode produziert, als Produzentin fungierte Gabrielle Dumon. Den Vertrieb übernahm in Deutschland die Splendid Film. Die Dreharbeiten fanden an 28 Drehtagen vom 17. Oktober bis zum 30. November 2023 in Frankreich und England statt, gedreht wurde unter anderem in der Region Hauts-de-France. Einige Szenen entstanden in der Buchhandlung Shakespeare and Company in Paris, wo sowohl die Figur Agathe als auch Regisseurin und Drehbuchautorin Laura Piani zu Beginn ihrer Berufslaufbahn arbeitete.
Die Kamera führte Pierre W. Mazoyer, die Musik schrieb Peter von Poehl, die Montage verantwortete Floriane Allier und das Casting Lucciana de Vogüe. Das Szenenbild gestaltete Agnès Séry, das Kostümbild Flore Vauvillé, den Ton Lucas Héberlé. In den USA erhielt der Film ein R-Rating. Bei dem Film handelt es sich um das Langspielfilm-Debüt von Regisseurin und Drehbuchautorin Laura Piani.

## Veröffentlichung
Premiere war im September 2024 am Toronto International Film Festival (TIFF) in der Sektion Centrepiece.
In Frankreich wurde der Film 2024 am Les Arcs Film Festival sowie am Festival International du Film de Saint-Jean-de-Luz gezeigt, der französische Kinostart war am 22. Januar 2025. US-Premiere war am 4. Februar 2025 als Eröffnungsfilm des Santa Barbara International Film Festivals in Kalifornien.
In Deutschland wurde der Film im Juni 2025 im Rahmen des Filmfrühlings in Bad Dürkheim und Ludwigshafen am Rhein gezeigt werden. Am 9. September 2025 soll mit der Produktion das Fünf Seen Filmfestival eröffnet werden. Der deutsche Kinostart ist für den 16. Oktober 2025 vorgesehen.

## Rezeption
Am 8. August 2025 waren 93 von 112 bei Rotten Tomatoes aufgeführte Kritiken positiv. Bei Metacritic erhielt der Film am 8. August 2025 einen Metascore von 73 von 100 möglichen Punkten, der auf 25 Rezensionen basierte.